# 斯威多納 (伊利諾伊州)
斯威多納（英語：Swedona）是位於美國伊利諾伊州默瑟縣的一個非建制地區。該地的面積和人口皆未知。

## 地理
斯威多納的座標為41°16′15″N 90°26′41″W / 41.27083°N 90.44472°W，而該地的平均海拔高度為218米（即715英尺）。